# Alberto Berasategui
Alberto Berasategui (ur. 28 czerwca 1973 w Bilbao) – hiszpański tenisista  pochodzenia baskijskiego, reprezentant w Pucharze Davisa.

## Kariera tenisowa
Jako zawodowy tenisista Berasategui występował w latach 1991−2001.
W swojej karierze osiągnął 23 finały turniejów rangi ATP World Tour, w których odniósł 14 zwycięstw. Wśród finałów Hiszpana znajduje się finał wielkoszlemowego French Open w 1994 roku, który przegrał z Sergim Bruguerą. Rok 1994 był najlepszym sezonem w karierze Berasateguia, co uwieńczył występem w turnieju ATP World Tour World Championships.
W grze podwójnej Berasategui odniósł 1 triumf w zawodach ATP World Tour, a także uczestniczył w 3 finałach.
W latach 1993−1995 brał udział w 4 meczach Pucharu Davisa, odnosząc 2 zwycięstwa i 2 porażki w grze pojedynczej.
W rankingu gry pojedynczej Berasategui najwyżej był na 7. miejscu (8 maja 1995), a w klasyfikacji gry podwójnej na 55. pozycji (13 października 1997).
Skutecznym zagraniem Berasateguia był forhend, grany odwrotną stroną rakiety.

### Finały w turniejach ATP World Tour
| Legenda                                      |
| -------------------------------------------- |
| Wielki Szlem                                 |
| Igrzyska olimpijskie                         |
| Tennis Masters Cup / ATP Finals              |
| ATP Masters Series / ATP Tour Masters 1000   |
| ATP International Series Gold / ATP Tour 500 |
| ATP International Series / ATP Tour 250      |

#### Gra pojedyncza (14–9)
| Końcowy wynik | Nr  | Data                 | Turniej            | Nawierzchnia | Przeciwnik         | Wynik finału       |
| ------------- | --- | -------------------- | ------------------ | ------------ | ------------------ | ------------------ |
| Finalista     | 1.  | 29 sierpnia 1993     | Umag               | Ceglana      | Thomas Muster      | 5:7, 6:3, 3:6      |
| Finalista     | 2.  | 10 października 1993 | Ateny              | Ceglana      | Jordi Arrese       | 4:6, 6:3, 3:6      |
| Zwycięzca     | 1.  | 7 listopada 1993     | São Paulo          | Ceglana      | Sláva Doseděl      | 6:4, 6:3           |
| Finalista     | 3.  | 14 listopada 1993    | Buenos Aires       | Ceglana      | Carlos Costa       | 6:3, 1:6, 4:6      |
| Zwycięzca     | 2.  | 17 kwietnia 1994     | Nicea              | Ceglana      | Jim Courier        | 6:4, 6:2           |
| Finalista     | 4.  | 22 maja 1994         | Bolonia            | Ceglana      | Javier Sánchez     | 6:7(3), 6:4, 3:6   |
| Finalista     | 5.  | 5 czerwca 1994       | French Open, Paryż | Ceglana      | Sergi Bruguera     | 3:6, 5:7, 6:2, 1:6 |
| Zwycięzca     | 3.  | 24 lipca 1994        | Stuttgart          | Ceglana      | Andrea Gaudenzi    | 7:5, 6:3, 7:6(5)   |
| Zwycięzca     | 4.  | 28 sierpnia 1994     | Umag               | Ceglana      | Karol Kučera       | 6:2, 6:4           |
| Zwycięzca     | 5.  | 2 października 1994  | Palermo            | Ceglana      | Àlex Corretja      | 2:6, 7:6(6), 6:4   |
| Zwycięzca     | 6.  | 9 października 1994  | Ateny              | Ceglana      | Óscar Martínez     | 4:6, 7:6(4), 6:3   |
| Zwycięzca     | 7.  | 30 października 1994 | Santiago           | Ceglana      | Francisco Clavet   | 6:3, 6:4           |
| Zwycięzca     | 8.  | 6 listopada 1994     | Montevideo         | Ceglana      | Francisco Clavet   | 6:4, 6:0           |
| Zwycięzca     | 9.  | 18 czerwca 1995      | Porto              | Ceglana      | Carlos Costa       | 3:6, 6:3, 6:4      |
| Finalista     | 6.  | 5 listopada 1995     | Montevideo         | Ceglana      | Bohdan Ulihrach    | 2:6, 3:6           |
| Zwycięzca     | 10. | 23 czerwca 1996      | Bolonia            | Ceglana      | Carlos Costa       | 6:3, 6:4           |
| Zwycięzca     | 11. | 28 lipca 1996        | Kitzbühel          | Ceglana      | Àlex Corretja      | 6:2, 6:4, 6:4      |
| Zwycięzca     | 12. | 15 września 1996     | Bukareszt          | Ceglana      | Carlos Moyá        | 6:1, 7:6(5)        |
| Finalista     | 7.  | 14 września 1997     | Marbella           | Ceglana      | Albert Costa       | 3:6, 2:6           |
| Zwycięzca     | 13. | 5 października 1997  | Palermo            | Ceglana      | Dominik Hrbatý     | 6:4, 6:2           |
| Zwycięzca     | 14. | 12 kwietnia 1998     | Estoril            | Ceglana      | Thomas Muster      | 3:6, 6:1, 6:3      |
| Finalista     | 8.  | 19 kwietnia 1998     | Barcelona          | Ceglana      | Todd Martin        | 2:6, 6:1, 3:6, 2:6 |
| Finalista     | 9.  | 10 października 1999 | Palermo            | Ceglana      | Arnaud Di Pasquale | 1:6, 3:6           |

#### Gra podwójna (1–3)
| Końcowy wynik | Nr | Data             | Turniej     | Nawierzchnia | Partner        | Przeciwnicy                      | Wynik finału  |
| ------------- | -- | ---------------- | ----------- | ------------ | -------------- | -------------------------------- | ------------- |
| Zwycięzca     | 1. | 20 kwietnia 1997 | Barcelona   | Ceglana      | Jordi Burillo  | Pablo Albano Àlex Corretja       | 6:3, 7:5      |
| Finalista     | 1. | 14 września 1997 | Marbella    | Ceglana      | Jordi Burillo  | Karim al-Alami Julián Alonso     | 6:4, 3:6, 0:6 |
| Finalista     | 2. | 20 września 1998 | Bournemouth | Ceglana      | Wayne Arthurs  | Neil Broad Kevin Ullyett         | 6:7, 3:6      |
| Finalista     | 3. | 19 września 1999 | Majorka     | Ceglana      | Francisco Roig | Lucas Arnold Ker Tomás Carbonell | 1:6, 4:6      |